# Enköpings SK Bandy
Enköpings SK är en bandyklubb i Sverige som bildades den 5 mars 1914. A-lag spelar sina matcher i Division 2 "hemma" på Studenternas IP i Uppsala. Enköpings SK har sin verksamhet inom Bandyförbundet distrikt Mellansverige.